# Frankenia magnifica
Frankenia magnifica är en frankeniaväxtart som beskrevs av Victor Samuel Summerhayes. Frankenia magnifica ingår i släktet frankenior, och familjen frankeniaväxter. Inga underarter finns listade i Catalogue of Life.